# Nolberto Solano
Nolberto Albino Solano Todco (Callao, 1974) és un futbolista peruà. Pel que fa a clubs, Solano defensà, entre d'altres els colors del Deportivo Municipal, Universitario de Deportes i Sporting Cristal, al Perú, l'Boca Juniors, a l'Argentina, i l'Newcastle United, a England.